# Peter Musaeus
Peter Musaeus (auch: Petrus Musaeus; * 7. Februar 1620 in Langewiesen; † 20. Dezember 1674 in Kiel) war ein deutscher evangelischer Theologe, Logiker und Metaphysiker.

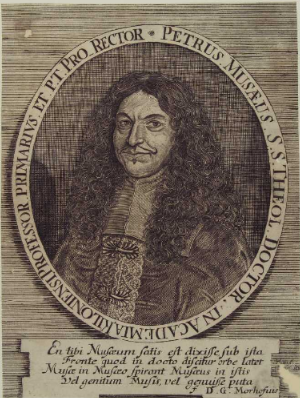
Hans Strauss: Peter Musaeus 1666

## Leben
Geboren als Sohn des einstigen Schulrektors in Ilmenau und Pfarrers in Langewiesen und seiner Frau Sibylla, die Tochter des Bürgermeisters von Ilmenau Johann Sturm und seiner Frau Sibylla Wirth, erhielt er seinen ersten Unterricht daheim bei seinem Vater, und nachdem sein Vater nach Dannheim gezogen war, um seinen fünf Söhnen, unter ihnen auch Johannes Musaeus, eine gediegene Ausbildung zu ermöglichen, besuchte er die berühmte gräfliche Schule in Arnstadt. Dort konnte er aufgrund seiner guten Geistesanlagen auch einige Klassen überspringen, Disputationsrunden abhalten und sich so auf ein Hochschulstudium vorbereiten. 1638 bezog er die Universität Jena, wo er unter anderem bei dem berühmten Philosophen Daniel Stahl studierte und 1640 den akademischen Grad eines Magisters der Philosophie erwarb.
Er blieb noch vier Jahre in Jena und bildete sich über die Universitäten Leipzig, Wittenberg und Helmstedt, wo er zunächst ein Studium der Medizin aufnehmen wollte. Er versuchte sich an dem Studium der Rechtswissenschaften, erkor aber schlussendlich das Studium der Theologie als sein Lebensziel und fand Aufnahme im Haus von Georg Calixt, der ihn mit seiner Lehre nachhaltig beeinflusste. Zurückgekehrt nach Jena wollte er sich zur Fortsetzung seines akademischen Lebens an die Universität Königsberg begeben, erhielt jedoch von der Landgräfin Amalia Elisabeth von Kassel kurz vor seinem Aufbruch eine Berufung als ordentlicher Professor für Logik und Metaphysik an der Universität Rinteln, die er am 7. Juli 1648 annahm.

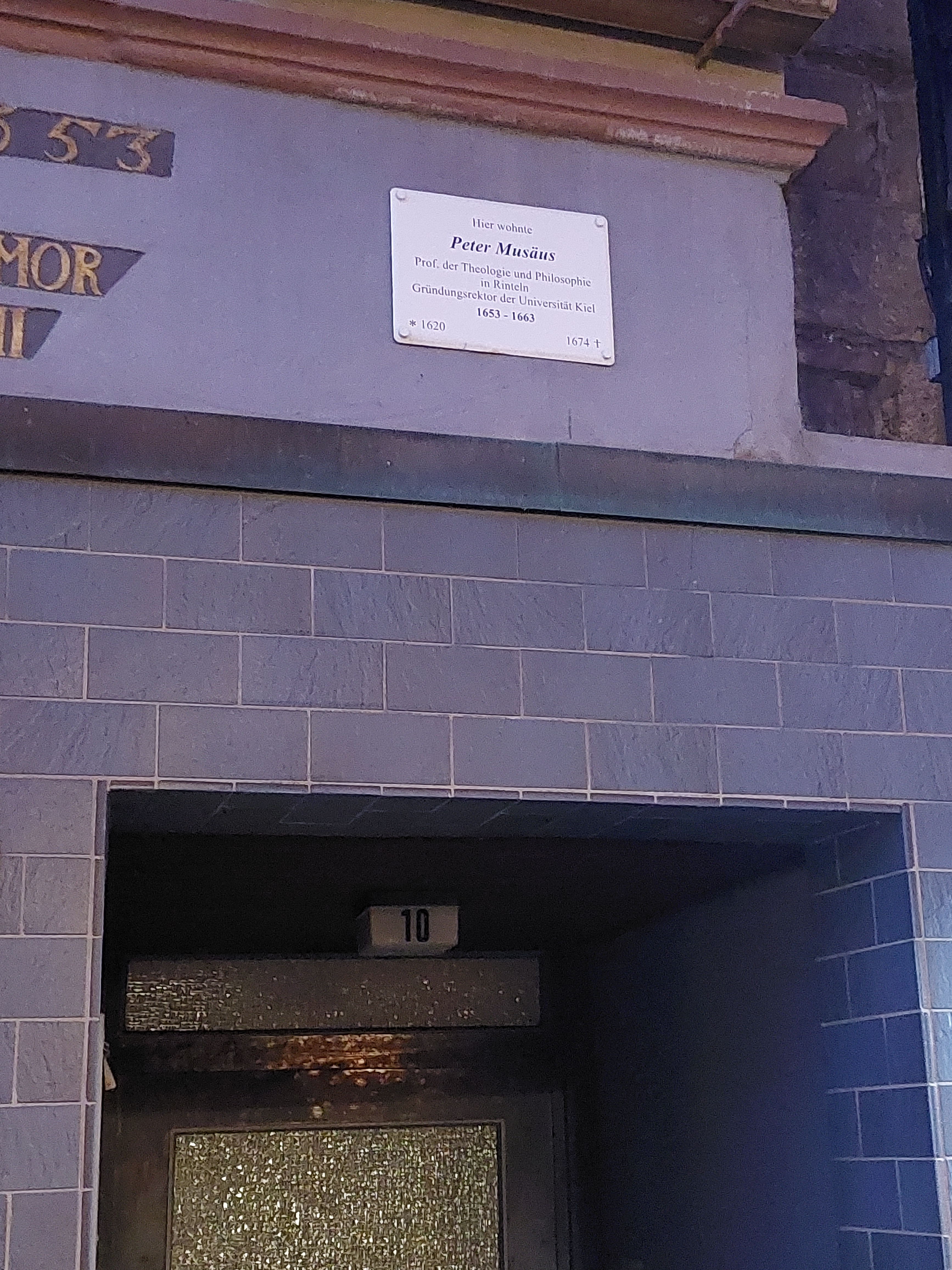
Erinnerungstafel in Rinteln (seit 2016)

In Rinteln promovierte er zum Doktor der Theologie, übernahm die theologische Professur, nahm 1661 am Religionsgespräch in Kassel teil und war 1663 Ordinarius der Theologie in Rinteln. Nachdem er sich im selben Jahr nach Helmstedt begeben hatte, berief ihn 1665 der Herzog von Schleswig-Holstein als Professor primarius und ersten halbjährlichen Prorektor an die junge Universität Kiel. Er wurde bald darauf Prokanzler, welches Amt er neun Jahre mit der Aufsicht über die fürstlichen Alumnen und Tischgenossen versehen sollte. Im Jahr 1670 verteidigte er sich gegen den Vorwurf der „synkretistischen Lehrabweichung“. In Kiel nahm seine Gesundheit zunehmend Schaden. Musaeus starb an den Folgen eines Herzanfalls.

## Persönliches
Am 15. Juni 1655 heiratete er Anna Maria († 25. Dezember 1661), die Tochter des Superintendenten von Hameln, Heinrich Sannemann. Aus der zehnjährigen Ehe sind drei Söhne hervorgegangen:
- Simon Heinrich Musaeus (* Juli 1655), Professor für Natur- und Völkerkunde an der Universität Kiel
- Justus Matthias Musaeus (* 22. August 1658; † 31. August 1658)
- Peter Musaeus II. (* 9. Januar 1660)

Am  20. Dezember 1674 starb Peter Musaeus im Alter von 54 Jahren in Kiel. Begraben wurde er nach Recht der Kieler Professoren in der Klosterkirche zu Bordesholm, wie die dort mit seinem Namen ausgestellte Grabplatte nahelegt.

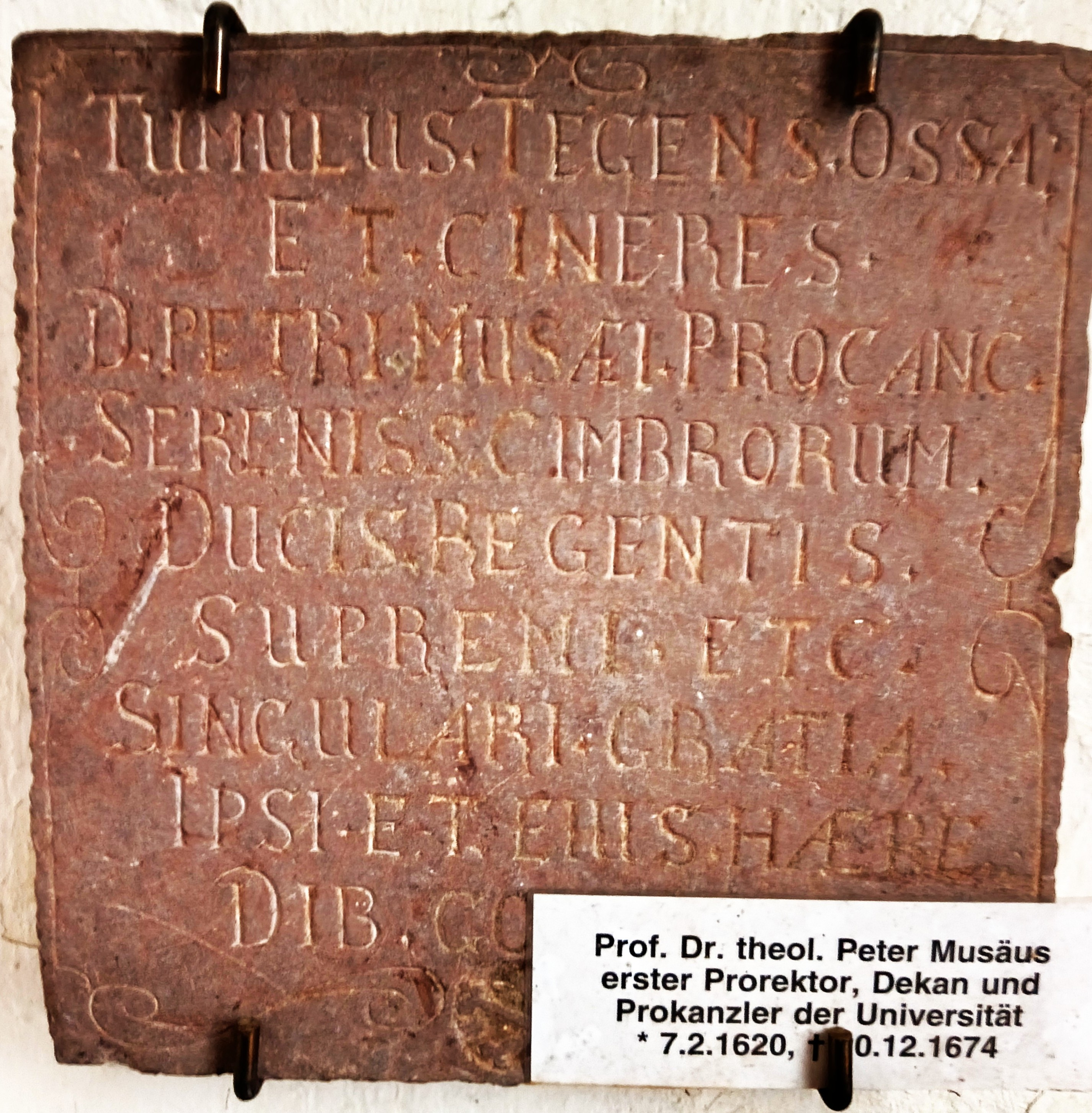
Peter Musaeus (1620–1674), erster Prorektor der neuen Universität zu Kiel

## Werke
- Disp. politica de quaestione: an princeps legibus sit solutus? 1644.
- Tractatus de lege civili, quo cum primis doctrina de poenis illustratur, tribus propositus disputationibus. Helmstedt 1647, 1672.
- Praedia seu introductio in Theologiam. Rinteln 1649.
- Disp. de scriptura sacra. 1651.
- Tractatus de persona Christi. Helmstedt 1664.
- De fugiendo Syncretismo. Kiel 1670.
- Theses theologicae & disputatines in universam theologiam. Kiel 1672.
- Libellus de aeterna beatitudine & huic opposita damnatione, ur & de morte & resurrectione. Kiel 1674.
- Oratio contra Athenos cum Justicia Dei pugnare contendentes, quod malis bona in hac vita contingant. Rinteln 1656.
- Dissertatio contra Herbertum de Cherbury, qua nova autori methodus de investiganda veritate examinatur. Kiel 1667.
- Disputationes de quaestione politica, an Princeps legibus sit solutus.
- De Officio Christi mediatoio.
- De loco Pauli Rom. 5.V.12 & quod peccrum originis sit formaliter peccatum. Kiel 1674, Tübingen 1718.
- De arduo regenerationis myster. Kiel 1673.
- De exorcismo. Kiel 1671.
- De jure in genre & in specie de jure naturae.
- Institutiones methaphysicae. Rinteln 1665, Jena 1671 und 1698.
- De Scriptura Sacra.
- De fide justificante seu Salvifica.
- De Natura & consotutione theologiae.
- De primo homine.
- De justitia.
- De capite Ecclesiae.
- De persona Christi.
- De Novatiantis. Helmstedt 1665.
- De copula est tertii ur vocant adjecti.
- Oratio in inauguratione Academiae Kiloniensis.